# 6275 Kiryu
A 6275 Kiryu (ideiglenes jelöléssel 1993 VQ) a Naprendszer kisbolygóövében található aszteroida. Kobajasi Takao fedezte fel 1993. november 14-én.